# Station Figgjo
Station Figgjo  (Noors: Figgjo stoppested) is een station in het dorp Figgjo in de gemeente Sandnes in de provinvie Rogaland in het zuiden van Noorwegen. Het station ligt aan de spoorlijn Ganddal - Ålgård. Het werd geopend in 1924 gelijk met de opening van de spoorlijn.  Het stationsgebouw werd ontworpen door Ralph Werenriolskold van het eigen kantoor van NSB.